# Дилара Казимова
Дилара Казимова (на азербайджански: Dilarə Kazımova) (р. 20 май 1984 г. в Баку) е азербайджанска певица и актриса. Представя страната си на песенния конкурс „Евровизия 2014“.

## Биография
Родена е в столицата на Азербайджан, където и учи вокално изкуство – в Бакинската музикална академия. След завършването си става част от оперна трупа. В началото на новото хилядолетие става член на рок групата „Ънформал“, а по-късно и изпълнява и водещите вокали за дуото „Милк Енд Кисес“. И двете групи участват в азербайджанската национална селекция за „Евровизия“: „Ънформал“ се класират втори през 2008 година, докато „Милк Енд Кисес“ също заемат второ място, но две години по-късно.
През 2010 година печели музикалния конкурс „Нова вълна“ в Юрмала, Латвия.
Участва и в два азербайджански филма: „Çalış, nəfəs alma“ (Постарай се да не дишаш, заедно с Фахрадин Манафов) през 2006 година и „Sirat körpüsü“ (Чистилище; записва саундтрака към филма, когато е част от група „Ънформал“) през 2007 година.
През 2014 година участва на „кастингите на тъмно“ на украинската версия на музикалното реалити шоу „The Voice“ и преминава напред.